# Bakonypölöske
Bakonypölöske es un pueblo ubicado en el distrito de Pápa, en el condado de Veszprém, Hungría.

## Superficie
Posee una superficie de 11,04 kilómetros cuadrados.

## Demografía
Hasta 2019 la población era de 386 habitantes, con una densidad de población de 34,96 habitantes por kilómetro cuadrado.